# Petar Borota
Petar Borota - em sérvio, Петар Борота (Belgrado, 5 de março de 1952 – 12 de fevereiro de 2010) foi um futebolista sérvio, com passagem pelo Chelsea na década de 1980.
Abandonou os gramados em 1986, quando era atleta do Boavista, time que havia defendido entre 1983 e 1984.